# Wereldkampioenschappen synchroonzwemmen 2015 – Gemengd duet technische routine
De technische routine voor gemengde duetten tijdens de wereldkampioenschappen synchroonzwemmen 2015 vond plaats op 25 en 26 juli 2015 in de Kazan Arena in Kazan.
Dit onderdeel stond voor de eerste maal op het programma tijdens de wereldkampioenschappen.

## Uitslag
| Rang   | Land             | Namen                             | Voorronde | Voorronde | Finale  | Finale |
| Rang   | Land             | Namen                             | Punten    | Rang      | Punten  | Rang   |
| ------ | ---------------- | --------------------------------- | --------- | --------- | ------- | ------ |
| Goud   | Verenigde Staten | Christina Jones Bill May          | 86.7108   | 2         | 88.5108 | 1      |
| Zilver | Rusland          | Aleksandr Maltsev Darina Valitova | 88.8539   | 1         | 88.2986 | 2      |
| Brons  | Italië           | Manila Flamini Giorgio Minisini   | 85.4125   | 3         | 86.3640 | 3      |
| 4      | Oekraïne         | Oleksandra Sabada Anton Timofejev | 84.0767   | 4         | 83.7653 | 4      |
| 5      | Japan            | Atsushi Abe Yumi Adachi           | 81.8724   | 5         | 82.3509 | 5      |
| 6      | Turkije          | Gökçe Akgün Yağmur Demircan       | 71.4913   | 6         | 74.7756 | 6      |